# Shadows (Sallinen)
Shadows is een compositie van de Finse componist Aulis Sallinen. Het is een opzichzelfstaand werk, maar is qua teneur onlosmakelijk verbonden met zijn opera Kuningas lähtee Ranskaan en zijn vijfde symfonie.

## Geschiedenis
Sallinen was aan het werk met zijn opera The King Goes Forth to France toen hij een verzoek kreeg een muziekstuk af te leveren voor het National Symphony Orchestra onder leiding van Mstislav Rostropovitsj. Hij had daarbij de tweede akte bijna klaar en stond op het punt aan de derde te beginnen. Qua tijd was het dus een gunstige opdracht. Sallinen componeerde een instrumentale prelude voor zijn derde akte en zette deze ook als separaat werk in zijn oeuvre. De sfeer van deze prelude voor orkest is dan vergelijkbaar met die van de opera.
Shadows viel zo in de smaak bij dirigent en orkest, dat zij later een nieuw werk bestelden. Dat zou de vijfde symfonie zijn. Ook de symfonie heeft de hang naar de sombere opera, na het voltooien van dat werkstuk kwam hij compositorisch moeilijk op gang.

## Muziek
De opera gaat over een nieuwe ijstijd, oorlog en een mars naar Parijs, stad van eeuwige hoop. Het werk begint met een brede warme maar dreigende klank vanuit de onderbuik van het orkest. De contrabassen, die het werk openen, geven daarna de dreiging door. De oorlog komt steeds dichterbij. Er komt een passage met een semi-citaat naar de achtste symfonie van Dmitri Sjostakovitsj. Geroffel op pauken en grote trom voeren de spanning op. Er marcheren troepen voorbij met de daarbij behorende trompetten en daarna ebt de compositie weg. Echter niet eerder nadat de tamtam een breuk teweegbrengt. Bij het decrescendo-eind laat de grote trom horen, dat de oorlog op deze specifieke plaats dan wel afgelopen is; verderop is zij nog volop aan de gang.

## Orkestratie
- 3 dwarsfluiten waarvan 1 piccolo; 3 hobo’s; 3 klarinetten waarvan 1 basklarinet; 3 fagotten waarvan 1 contrafagot;
- 4 hoorns, 3 trompetten, 3 trombones,
- pauken; 4 man/vrouw percussie, harp, piano
- strijkinstrumenten

## Discografie en bron
- Uitgave BIS Records: Malmö Symfoniorkester o.l.v. James de Preist
- Uitgave Finlandia Records 346: Filharmonisch Orkest van Helsinki o.l.v. Okko Kamu (niet meer verkrijgbaar)